# Fernando Sánchez Costa
Fernando Sánchez Costa (Barcelona, 22 de febrero de 1984) es un historiador y político español. Ha sido presidente de Societat Civil Catalana (2019-2022) y diputado en el Parlament de Catalunya en la X y XI Legislatura.

## Biografía
Licenciado en Humanidades (Premio Extraordinario de Final de Carrera, 2006) y en Periodismo (2007) en la Universitat Internacional de Catalunya, donde también se doctoró en Historia Contemporánea con la tesis Memoria pública y debate político en la Barcelona republicana (1931-1936). Ha publicado libros y artículos académicos sobre historia contemporánea y teoría de la historia. Durante 2004 y 2005 hizo prácticas periodísticas en COPE y El Punt. Desde 2007 a 2011 fue profesor de antropología, filosofía e historia en la Universidad Internacional de Cataluña.
Fue escogido diputado dentro de las listas del Partido Popular y en las elecciones al Parlamento de Cataluña de 2012. Ha sido secretario de la Mesa de la Comisión de Cultura y Lengua del Parlamento de Cataluña y portavoz del grupo parlamentario popular en la Comisión de la Infancia. En las elecciones al Parlamento de Cataluña de 2015 formó parte con el número 9 de la lista del PP por Barcelona. No fue elegido diputado pero en noviembre de ese año pudo formar parte del Parlamento al sustituir a Antonio Gallego Burgos.
El 26 de junio de 2019 fue elegido presidente de Sociedad Civil Catalana, con más del 90 por ciento de los votos. Ocupó el cargo hasta el 3 de abril de 2022, siendo el presidente más longevo al frente de la entidad constitucionalista. Durante su mandato acabó con las tensiones internas en la asociación, estabilizó la situación económica, reforzó la interlocución con todos los partidos constitucionalistas y centró el foco en subrayar los vínculos a todos los niveles entre Cataluña y el resto de España. Algunos sectores criticaron que no fuera más contundente contra el gobierno de Pedro Sánchez y su "agenda de reencuentro" en Cataluña.
En el plano personal, Fernando Sánchez Costa está casado. Desde hace más de diez años colabora en iniciativas de voluntariado social y de promoción cultural (especialmente con jóvenes inmigrantes de escasos recursos).

## Obras
- A l'ombra del 1714. Memòria pública i debat polític a la Barcelona de la Segona República. Editorial Círculo Rojo, 2013, 750 pág.
- Juan XXIII: Un campesino en el Vaticano. Editorial Casals, Barcelona, 2013.
- A vueltas con el pasado. Historia, memoria y vida (con Juan Luis Palos) Ediciones de la Universidad de Barcelona, Barcelona, 2013.